# Aleksander Zawadzki
Aleksander Zawadzki, poljski general in politik * 16. december 1899, Dąbrowa Górnicza, † 7. avgust 1964, Varšava.
Med leti 1952 in 1964 je bil predsednik državnega sveta Ljudske republike Poljske (njen državni poglavar).